# Haruka Shimazaki
Haruka Shimazaki (島崎 遥香?, Shimazaki Haruka; Saitama, 30 marzo 1994) è un'attrice ed ex idol giapponese, dal 2009 al 2016 membro del gruppo musicale delle AKB48.
Soprannominata Paruru (ぱるる?), è nota al grande pubblico per il suo carattere pungente e le sue risposte piccate. Nonostante la sua scarsa propensione al canto e al ballo, che le ha valso in passato il nomignolo di ponkotsu (ぽんこつ? traducibile come "buona a nulla"), è stata uno dei membri più popolari dell'intero 48group, nonché una delle idol di maggior fama in Giappone.

## Biografia
Haruka Shimazaki nasce nella prefettura di Saitama il 30 marzo 1994. Durante le scuole medie entra nella banda musicale dell'istituto, dove suona il sassofono. Studia anche flauto, tromba e pianoforte. Ha un fratello più piccolo di dieci anni, mentre i genitori lavorano come toelettatori per cani.

### Con le AKB48
Nel 2009 partecipa alla nona audizione indetta dalla produzione delle AKB48, entrando a far parte del gruppo in qualità di kenkyūsei ("apprendista"). Durante le caratteristiche elezioni annuali del 2010 si piazza al 28º posto, la posizione più alta tra tutte le apprendiste.
Nel 2011 viene promossa nel neonato Team 4 e, un anno più tardi, si classifica alla posizione numero 23 nelle elezioni. Con lo scioglimento del Team 4 viene trasferita al Team B. Nel settembre 2012 si classifica al primo posto nel torneo di morra cinese che il gruppo tiene annualmente, aggiudicandosi la possibilità di partecipare al singolo Eien pressure in qualità di center, ovvero il membro che sta al centro del palco durante l'esecuzione del brano e della coreografia associata. Nelle successive tre elezioni si classifica rispettivamente alla posizione numero 12, 7 e 9, occupando nel frattempo la posizione di center nel singolo Sayonara crawl (insieme a Tomomi Itano, Mayu Watanabe e Yūko Ōshima).
Il suo carattere pungente e i suoi modi di fare, lontani dallo stereotipo della classica idol, contribuiscono ad aumentare la sua popolarità, varcando i confini del fandom delle AKB48. A testimonianza di ciò, l'atteggiamento apatico e distaccato che è solita riservare ai suoi fan, in giapponese detto shio taiō (塩対応?), entra tra le parole o modi dire più popolari del 2014. Nel 2013 la rivista di moda CanCam aveva coniato l'espressione komari-gao meiku (困り顔メイク?) per descrivere la sua tipica espressione imbrociata o infastidita, facendone anche quella volta una delle espressioni più popolari dell'anno.
Durante il concerto al Zepp DiverCity di Tokyo del 2014 viene annunciato il suo trasferimento al Team A. Shimazaki riveste nuovamente il ruolo di center in Bokutachi wa tatakawanai e High Tension, suo ultimo singolo con le AKB48. Rimane con il gruppo fino al dicembre 2016, quando decide di abbandonare la carriera di idol per dedicarsi a tempo pieno a quella di attrice.

### Carriera di attrice
Il suo primo ruolo importante è nel dorama del 2012 Shiritsu Bakaleya Kōkō e nel suo sequel cinematografico Gekijō-ban Shiritsu Bakaleya Kōkō. Recita anche nella serie ideata da Yasushi Akimoto Majisuka Gakuen, dove veste i panni della protagonista nella terza e nella quarta stagione. Nel 2014 doppia il personaggio di Yukippe nel film d'animazione Eiga Yo-kai Watch: tanjō no himitsu da nyan!, facente parte del franchise di Yo-kai Watch; interpreta inoltre una delle ending dell'anime insieme ad altri sei membri delle AKB48, formando la sub-unit NyaaKB with Tsuchinokopanda. Nel 2015 è la protagonista nel film Ghost Theatre di Hideo Nakata e nel 2016 in Haunted Campus di Satoshi Takemoto.

### Moda e pubblicità
Nel luglio del 2014 diviene la testimonial di una campagna pubblicitaria delle Forze di autodifesa giapponesi atta a reclutare nuove potenziali matricole. Shimazaki era già stata nel 2012 il volto di una compagna di sensibilizzazione della Croce rossa giapponese all'utilizzo del defibrillatore semiautomatico, al pari di Minami Takahashi.
Nel campo della moda, degne di nota sono le sue apparizioni sulle copertine delle riviste Smart, nel 2013, e Mgirl, in un servizio del 2015 curato dalla fotografa Mika Ninagawa.

## Discografia

### Con le AKB48

#### Album
- 2010 – Kamikyokutachi
- 2011 – Koko ni ita koto
- 2012 – 1830m
- 2013 – Tsugi no ashiato
- 2015 – Koko ga Rhodes da, koko de tobe!

#### Singoli
- 2010 – Ponytail to shushu
- 2010 – Heavy Rotation
- 2010 – Beginner
- 2010 – Chance no junban
- 2011 – Sakura no ki ni narō
- 2011 – Dareka no tame ni (What Can I Do for Someone?)
- 2011 – Everyday, Katyusha
- 2011 – Flying Get
- 2011 –	Kaze wa fuiteiru
- 2011 – Ue kara Mariko
- 2012 – Give Me Five!
- 2012 – Manatsu no Sounds Good!
- 2012 – Gingham Check
- 2012 – Uza
- 2012 – Eien pressure
- 2013 – So Long!
- 2013 – Sayonara crawl
- 2013 – Koisuru fortune cookie
- 2013 – Heart ereki
- 2014 – Kimi no hohoemi o yume ni miru
- 2014 – Mae shika mukanee
- 2014 – Labrador Retriever
- 2014 – Kokoro no placard
- 2014 – Kibō-teki refrain
- 2015 – Green Flash
- 2015 – Bokutachi wa tatakawanai
- 2015 – Halloween Night
- 2015 – Kuchibiru ni Be My Baby
- 2016 – Kimi wa melody
- 2016 – Tsubasa wa iranai
- 2016 –	Love Trip/Shiawase o wakenasai
- 2016 – High Tension

## Filmografia

### Cinema
- Gekijō-ban Shiritsu Bakaleya Kōkō (劇場版 私立バカレア高校?), regia di Takashi Kubota (2012)
- Eiga Yo-kai Watch: tanjō no himitsu da nyan! (映画 妖怪ウォッチ 誕生の秘密だニャン!?), regia di Shigeharu Takahashi e Shinji Ushiro (2014) – voce
- Ghost Theatre (劇場霊?, Gekijō rei), regia di Hideo Nakata (2015)
- Haunted Campus (ホーンテッド・キャンパス?, Hōnteddo kyanpasu), regia di Satoshi Takemoto (2016)
- Nisekoi (ニセコイ?), regia di Hayato Kawai (2018)
- Tonde Saitama (翔んで埼玉 ?), regia di Hideki Takeuchi (2019)

### Serie televisive
- Majisuka Gakuen 2 (マジすか学園2?) (TV Tokyo, 2011)
- Shiritsu Bakaleya Kōkō (私立バカレア高校?) (NTV, 2012)
- Majisuka Gakuen 3 (マジすか学園3?) (TV Tokyo, 2012)
- Ataru Special: New York kara no chōsenjō (ATARU スペシャル ～ニューヨークからの挑戦状!!～?) (TBS, 2013)
- Majisuka Gakuen 4 (マジすか学園4?) (NTV, 2015)
- Majisuka Gakuen 5 (マジすか学園5?) (NTV, 2015)
- Hatsumori Bemars (初森ベマーズ?, Hatsumori Bemāzu), episodio 12 (TV Tokyo, 2015)
- Yutori desu ga nani ka (ゆとりですがなにか?) (NTV, 2016)
- Keishichō nasi goreng-ka (警視庁 ナシゴレン課?, Keishichō nashi goren-ka) (TV Asahi, 2016)
- Kyabasuka Gakuen (キャバすか学園?) (NTV, 2016)
- Hiyokko (ひよっこ?) (NHK, 2017)
- Super salaryman Saenai-shi (スーパーサラリーマン左江内氏?, Sūpā sararīman Saenai-shi) (NTV, 2017)
- Blanket Cats (ブランケット・キャッツ?, Buranketto kyattsu) (NHK, 2017)
- Ima kara anata o kyōhaku shimasu (今からあなたを脅迫します?) (NTV, 2017)
- Repeat: unmei o kaeru 10-kagetsu (リピート〜運命を変える10か月〜?, Ripīto: unmei o kaeru 10-kagetsu) (NTV, 2018)

## Televisione
- AKBingo! (NTV, 2010-2016)
- Shūkan AKB (週刊AKB?) (TV Tokyo, 2010-2012)
- AKB to xx! (AKBと××!?) (Yomiuri TV, 2010-2016)
- AKB48 nemōsu terebi (AKB48ネ申テレビ?) (Family Gekijō, 2011-2016, stagioni 7-8, 14, 18-19)
- Atsushi Paruru no marumaru baito! (淳・ぱるるの○○バイト!?) (Fuji TV, 2015-2016, conduttrice con Atsushi Tamura)